# ポーリーヌ・ディ・ポン
ポーリーヌ・ディ・ポン（Pauline Dy Phon (ប៉ូលីន ឌី ផុន) 、1933年 - 2010年5月21日）はカンボジアの女性植物学者である。カンボジアや東南アジアの植物についての著書がある。

## 略歴
フランスに留学し、パリ理科大学（Faculté des sciences de Paris）などで学び、1959年に学位を得た。プノンペン大学で教職につき、研究を行うが1975年にクメール・ルージュが権力を握ったため、研究職を失い、1980年にフランスに亡命し、パリ自然史博物館の植物研究所で職を得て、カンボジアやインドシナ半島の植物の分類学的研究に貢献した。
著書に"Dictionary of Plants Used in Cambodia"（Bernard Rolletと共著、2000年）などがある。